# Alten (California)
Alten es un área no incorporada ubicada en el condado de Sonoma en el estado estadounidense de California.

## Geografía
Alten se encuentra ubicada en las coordenadas 38°22′53″N 122°48′23″O / 38.38139, -122.80639.